# André Marcon

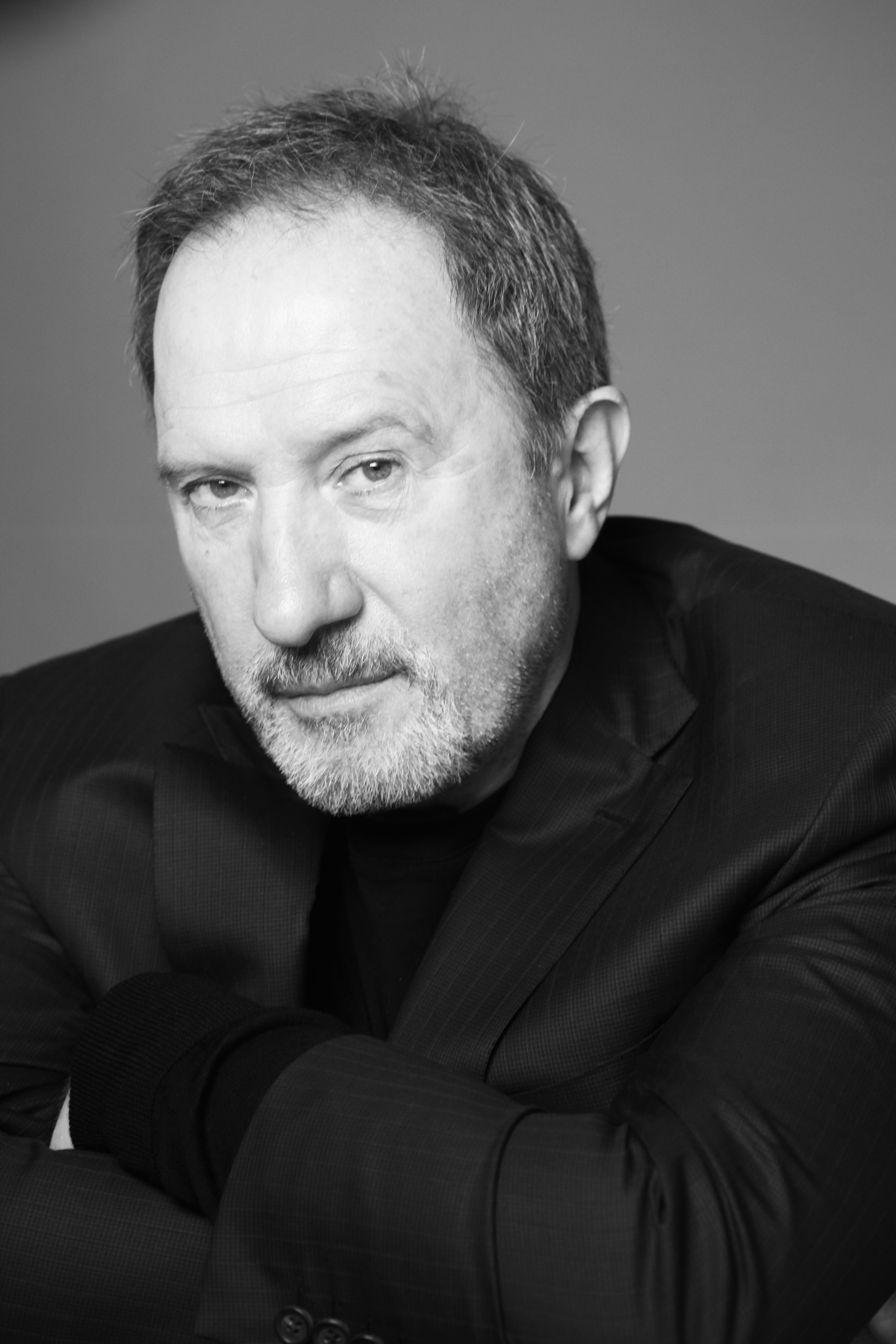
André Marcon (2016)

André Marcon (* 6. Juli 1948 in Saint-Étienne) ist ein französischer Schauspieler.

## Leben
Seit Ende der 1960er Jahre ist André Marcon als Theaterschauspieler aktiv. Er spielte an Theatern wie dem Odéon – Théâtre de l’Europe, dem Théâtre national de Nice und dem Théâtre de l’Est parisien. Für seine Darstellungen in Discours aux animaux und Baal wurde er 1988 als bester Darsteller mit dem Prix du Syndicat de la critique ausgezeichnet.
Erst 1977 gab er mit seinen Darstellungen in Familienfest, Verwöhnte Kinder und Warum nicht! sein Leinwanddebüt. In allen Filmen spielte er kleinere, teilweise namenlose, Nebenrollen. Seitdem wirkte er in über 80 Film- und Fernsehproduktionen mit. Für seine Darstellung des Georges Dumont in der von Xavier Giannoli inszenierten Filmbiografie Madame Marguerite oder die Kunst der schiefen Töne war er beim César 2016 als bester Nebendarsteller nominiert.
Marcon ist mit der Schauspielerin Dominique Reymond verheiratet.

## Filmografie (Auswahl)
- 1977: Familienfest (La communion solennelle)
- 1977: Verwöhnte Kinder (Des enfants gâtés)
- 1977: Warum nicht! (Pourquoi pas!)
- 1980: Reise in die Zärtlichkeit (Le voyage en douce)
- 1987: Eine Flamme in meinem Herzen (Une flamme dans mon coeur)
- 1993: Alle lieben Mathilde (Faut-il aimer Mathilde?)
- 1994: Johanna, die Jungfrau – Der Kampf (Jeanne la Pucelle I – Les batailles) / Der Verrat (Jeanne la Pucelle II – Les prisons)
- 1994: Überdreht und durchgeknallt (Personne ne m’aime)
- 1995: Vorsicht: Zerbrechlich! (Haut bas, fragile)
- 1998: Ende August, Anfang September (Fin août, début septembre)
- 1998: Ende der Geduld (Une minute de silence)
- 1998: Lissabonner Requiem (Requiem)
- 2001: Der Pornograph (Le pornographe)
- 2002: Peau d'ange – Engel weinen nicht (Peau d’ange)
- 2002: La Crim’ (Fernsehserie, 1 Folge)
- 2006: Das Mädchen, das die Seiten umblättert (La tourneuse de pages)
- 2006: Gestrandet (Nationale)
- 2009: 36 Ansichten des Pic Saint-Loup (36 vues du Pic Saint-Loup)
- 2009: Der Vater meiner Kinder (Le père de mes enfants)
- 2009: Lösegeld (Rapt)
- 2010: Carlos – Der Schakal (Carlos / Le prix du Chacal)
- 2010: Kalte Rache (La Vénitienne)
- 2012: Ein Mordsteam (De l’autre côté du périph)
- 2013: Maman und ich (Les garçons et Guillaume, à table!)
- 2014: 3 Herzen (3 cœurs)
- 2015: Madame Marguerite oder die Kunst der schiefen Töne (Marguerite)
- 2016: Alles was kommt (L’avenir)
- 2017: Au revoir là-haut
- 2018: Der Klavierspieler vom Gare du Nord (Au bout des doigts)
- 2019: Intrige (J’accuse)
- 2021: Verlorene Illusionen (Illusions perdues)
- 2021: Die Tanzenden (Le bal des folles)
- 2021: Black Box – Gefährliche Wahrheit (Bôite noire)
- 2023: Les âmes sœurs
- 2023: Die Bonnards – Malen und lieben (Bonnard, Pierre et Marthe)
- 2025: La femme la plus riche du monde